# Великокняжеские выборы в Великом княжестве Литовском (1492)

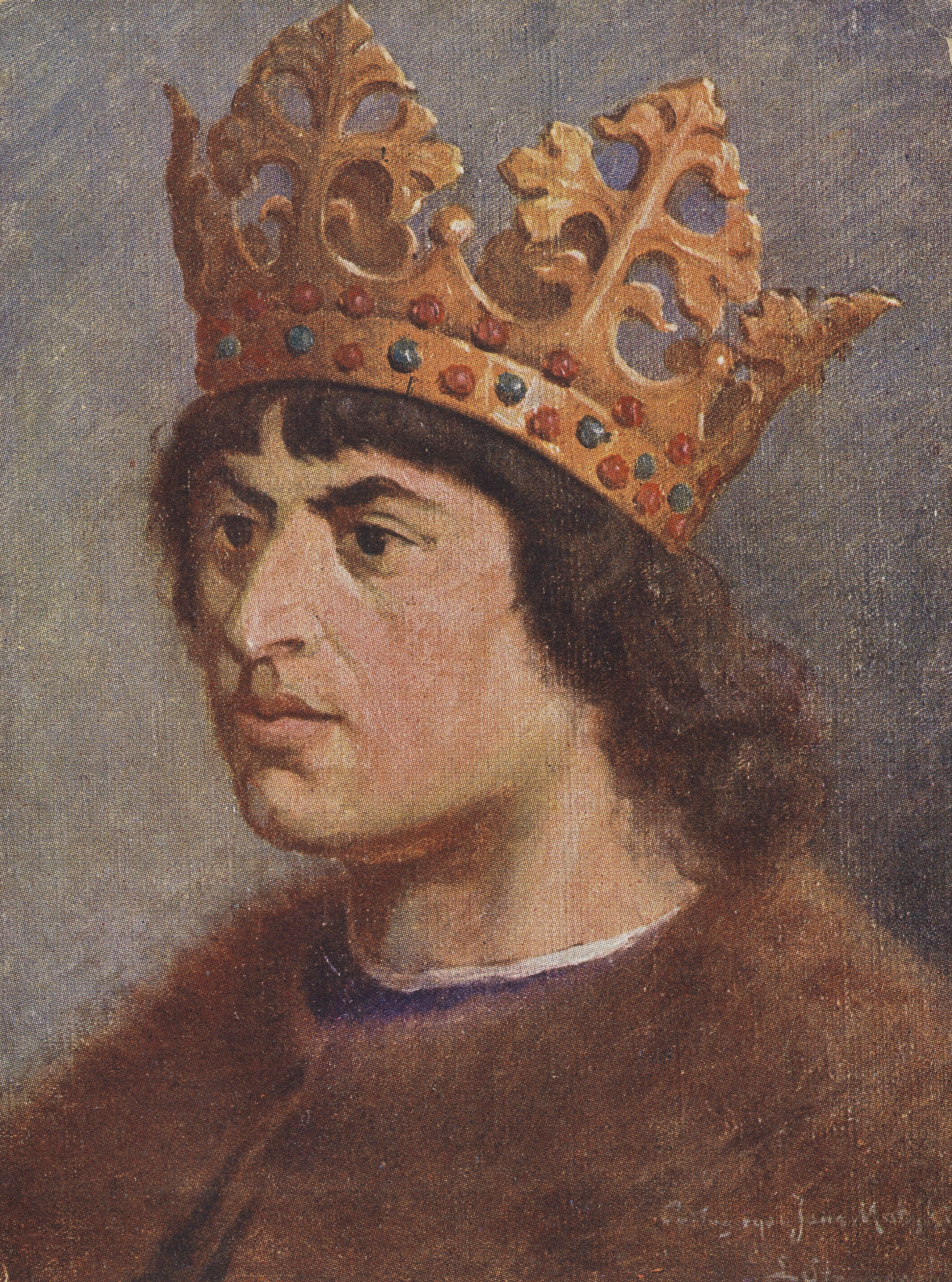
Великий князь литовский Александр Ягеллончик

Великокняжеские выборы в Великом княжестве Литовском 1492 года — выборы великого князя литовского, прошедшие в Великом княжестве Литовском в 1492 году. Избрание правителя осуществлял Сейм Великого княжества Литовского. В итоге правителем был избран Александр Ягеллончик.

## Предыстория
В 1478 году великий князь литовский и король польский Казимир IV условился с Радой Великого княжества Литовского, что престол ВКЛ достанется его потомкам. В 1484 году он назначил своего сына Александра наследником трона в Великом княжестве Литовском. 7 июня 1492 года Казимир умер в Гродно, теперь Александр должен был возглавить Великое княжество Литовское.

## Выборы
Находившиеся при умирающем великом князе Казимире IV Виленский епископ Альберт Табор, виленский воевода Николай Радзивилл Старший и тракайский воевода Петр Мантигирдович объявили, что отец избрал своим наследником королевича Александра.
Выборы нового монарха состоялись 20 июля 1492 года. Монарха избирал Сейм Великого княжества Литовского. В условиях отсутствия оппозиции Александр смог выиграть эти выборы. Вскоре он был коронован.